# Sphenomorphus celebense
Sphenomorphus celebense este o specie de șopârle din genul Sphenomorphus, familia Scincidae, descrisă de Müller 1894. Conform Catalogue of Life specia Sphenomorphus celebense nu are subspecii cunoscute.